# In Mysterious Ways
In Mysterious Ways ist das vierte Soloalbum des ehemaligen Ultravox-Sängers John Foxx. Es erschien 1985 auf Virgin Records.

## Titelliste
1. Stars On Fire (5:32)
2. Lose All Sense Of Time (4:16)
3. Shine On (3:58)
4. Enter The Angel (3:04)
5. In Mysterious Ways (5:00)
6. What Kind Of Girl (4:40)
7. This Side Of Paradise (4:38)
8. Stepping Softly (3:56)
9. Enter The Angel II (2:14)
10. Morning Glory (5:52)

2001 erschien auf Edsel Records, einem Sublabel der Demon Music Group, ein Re-Release des Albums. Darauf waren auch einige vorher unveröffentlichte Bonusstücke vertreten:
1. Lumen de Lumine (2:36)
2. Hiding in Plain Sight (5:52)
3. City of Light (3:38)

2008 veröffentlichte Edsel einen weiteren Re-Release, diesmal als 2CD-Version. Zusätzliche Stücke:
1. Spin Away (6:43)
2. This Side of Paradise (4:38)
3. Enter the Angel (alternative version) (3:38)
4. To Be With You (alternative version) (4:41)
5. And the Sky (4:34)
6. Magic (3:35)
7. Hiding in Plain Sight (5:51)
8. Shine On (alternative version) (5:03)
9. City of Light (3:37)
10. Lumen de Lumine (2:36)

## Entstehungsgeschichte
Bereits mit seinem ersten Soloalbum Metamatic hatte Foxx die Verbindungen zur Ultravox-Vergangenheit gekappt und jegliche Anklänge an Punk und Krautrock vermieden. Mit den beiden Folgealben The Garden und The Golden Section entfernte sich Foxx vom unterkühlten, rein elektronischen Metamatic-New Wave und integrierte Instrumente und New-Romantic-Elemente in seine Musik. Diese Entwicklung verfolgte Foxx weiter und lieferte mit In Mysterious Ways ein Pop-Album mit Akustikgitarren, analogem Schlagzeug und weiblichen Backing Vocals ab, das er an einigen Stellen um Ambient-Elemente erweiterte, die er erst zwölf Jahre später mit dem Cathedral Oceans-Album weiterverfolgen sollte. Hörbaren Einfluss auf die Kompositionen hatte die Musik von Van Morrison. Nachdem er für The Golden Section noch mit Zeus B. Held zusammengearbeitet hatte, produzierte er In Mysterious Ways wieder selbst und gestaltete auch das Albumcover.

Bereits Anfang 1984 kündigte Foxx die Arbeiten am neuen Album in einem Interview mit dem In The City-Magazin an und bemerkte, dass er eine auf The Golden Section teilweise eingesetzte Arbeitsweise für In Mysterious Ways anwenden würde: Das Album würde spontan entstehen, "weniger strukturiert und weniger songorientiert" werden als der Vorgänger. Die konkreten Arbeiten am Album begannen erst Ende 1984. Für erste Probeaufnahmen mit Robin und Paul Simon an Gitarre und Schlagzeug ließ Foxx seine Mitmusiker das Material erst im Studio sichten und direkt einspielen.

Das Album war ein kommerzieller Flop und wurde von den Kritiken überwiegend negativ aufgenommen. Unter dem Künstlernamen John Foxx erschien in der Folge zwölf Jahre lang kein weiteres Album. Rückwirkend kommentierte Foxx, dass er 1985 zu zeitgenössischer Musik keine Verbindung mehr gespürt habe. Rückwirkend bezeichnet er das Album als Fehlgriff: "Jeder muss wohl mal über den Bürgersteig fahren, bevor er wieder auf die Straße zurück findet."

## Rezeption
Allmusic billigte Foxx "Talent" und "ein Gespür für Stil" zu, die vom konventionellen Songwriting und den klischeehaften Texten nicht überlagert würden, und vergab 3.5 von 5 Sternen. Trouser Press kritisiert eine Anhäufung "romantischer Klischees" und einige bis hin zum Bombast überstrapazierte Elemente wie weibliche Background Vocals, sieht aber auch positive Seiten: But Foxx's earnest, electro-rock casanova charm somehow makes it work.